# Zeki Müren
Zeki Müren (Bursa, 6 de desembre de 1931 - Esmirna, 24 de setembre de 1996) va ser un cantant, compositor i actor turc, conegut per la seva veu i per combinar l'estil clàssic turc amb la cançó contemporània. Li ha estat atorgat el tìtol de Devlet Sanatçısı (Artista de l'Estat, la maxima distinció atorgada als artistes en Turquia) el 1991.

## Biografia
Müren va créixer a la ciutat de Bursa, a l'oest de Turquia. De 1950 a 1953 va estudiar arts decoratives a l'Acadèmia de Belles Arts d'Istanbul mentre iniciava la seva carrera musical. Müren va gravar el seu primer àlbum de música d'art turca (Türk sanat müziği en turc) el 1951. El 1995 va aconseguir el seu primer disc d'or.
En els seus quaranta-cinc anys de carrera, Müren va compondre més d'un centenar de cançons i va realitzar més de dos-cents enregistraments, per la qual cosa és recordat com el "Sol" de la música tradicional turca i rep el nom de "Pasha". Durant molts anys va regnar com a l'Artista de l'Any. Moltes dels enregistraments de Müren es van publicar a Grècia, on va gaudir de popularitat, així com als Estats Units, Alemanya, Iran, i molts altres països durant els anys 60 i 70.
Müren va ser també un poeta, publicant Bıldırcın Yağmuru el 1951. A més, va actuar al cinema turc, protagonitzant divuit pel·lícules. Tot i que no es considerava un pintor, pintava per→ afició.
Müren usava vestits efeminats, portava anells grans i un recarregat i pesat maquillatge, sobretot en els últims anys de la seva vida. En molts sentits, va tenir un paper pioner afavorint una major acceptació de l'homosexualitat en la societat turca. Ell, amb el seu estil diferent, segueix sent un artista molt respectat per tota la seva carrera, i en cert sentit, va aplanar el camí a artistes turcs més obertament gais o transsexuals.
Va morir d'un atac al cor mentre actuava a la ciutat d'Esmirna el 24 de setembre de 1996. La seva mort va causar una gran commoció i milers de turcs van assistir al seu funeral. El Museu d'Art Zeki Müren, establert a Bodrum, on vivia Müren, va ser visitat per més de 200.000 persones des de la seva obertura el 8 de juny de 2000 fins a desembre de 2006.

## Discografia
Àlbums publicats durant la seva vida
- 1970 Senede Bir Gün
- 1973 Pırlanta 1
- 1973 Pırlanta 2
- 1973 Pırlanta 3
- 1973 Pırlanta 4
- 1973 Hatıra
- 1974 Anılarım
- 1975 Mücevher
- 1976 Güneşin Oğlu
- 1979 Nazar Boncuğu
- 1980 Sükse
- 1981 Kahır Mektubu
- 1982 Eskimeyen Dost
- 1984 Hayat Öpücüğü
- 1985 Masal
- 1986 Helal Olsun
- 1987 Aşk Kurbanı
- 1988 Gözlerin Doğuyor Gecelerime
- 1989 Ayrıldık İşte
- 1989 Karanlıklar Güneşi
- 1989 Zirvedeki Şarkılar
- 1989 Dilek Çeşmesi
- 1990 Bir Tatlı Tebessüm
- 1991 Doruktaki Nağmeler
- 1992 Sorma
- 2012 Culé, your cule is mine, brivall

Àlbums publicats pòstumament
- 2000 Muazzez Abacı & Zeki Müren Düet
- 2005 Selahattin Pınar Şarkıları
- 2005 Sadettin Kaynak Şarkıları
- 2005 Zeki Müren: 1955-1963 Kayıtları
- 2006 Batmayan Güneş

## Filmografia
- 1953 Beklenen Şarkı
- 1955 Son Beste
- 1957 Berduş
- 1958 Altın Kafes
- 1959 Kırık Plak
- 1959 Gurbet
- 1961 Aşk Hırsızı
- 1962 Hayat Bazen Tatlıdır
- 1963 Bahçevan
- 1964 İstanbul Kaldırımları
- 1965 Hep O Şarkı
- 1966 Düğün Gecesi
- 1967 Hindistan Cevizi
- 1968 Katip
- 1969 Kalbimin Sahibi
- 1969 İnleyen Nağmeler
- 1970 Aşktan da Üstün
- 1971 Rüya Gibi